# 龙嘴大茶壶
龙嘴大茶壶，是天津的传统汤食之一。

## 概述
龙嘴大茶壶上部和下部各有一圈铜饰花纹，壶嘴和壶把的上方镶饰着一条铜龙，有的龙嘴大茶壶壶嘴饰一大龙头，壶把就是由一条龙构成，龙须、龙爪、龙鳞清晰可辨，龙嘴上伸出的两根龙须尖端有两个红绒球，随着冲茶汤师傅倾壶冲水的动作而动。因其形状与传说中的龙相似，所以称之为“龙嘴大茶壶”。目前最传统的龙嘴大茶壶在天津古文化街宫南西侧乔香阁附近。

## 相关
- 茶汤